# Sesuvioideae
Sesuvioideae je potporodica biljaka, dio porodice čupavica (Aizoaceae). Sastoji se od dva tribusa rasprostranjenih po Africi, Americi, Jugu Azije i Australiji.

## Tribusi
1. Tribus Sesuvieae Fenzl
  1. Sesuvium L. (14 spp.)
  2. Trianthema L.  (29 spp.)
  3. Zaleya Burm.f. (6 spp.)
2. Tribus Anisostigmateae Klak
  1. Anisostigma Schinz (1 sp.)
  2. Tribulocarpus S. Moore (3 spp.)